# KTEE
KTEE (* 23. März 1987 als Katharina Aigner in Steyr, Oberösterreich) ist eine Sängerin und Songwriterin aus Wien.

## Leben
KTEE wurde am 23. März 1987 mit ihrem bürgerlichen Namen Katharina Aigner in Steyr, Oberösterreich geboren und wuchs in Maria Neustift auf. Sie studierte Anglistik und Psychologie und ist Englischlehrerin im Gymnasium Purkersdorf. 2007 nahm sie mit ihrem bürgerlichen Namen Katharina Aigner beim Wettbewerb The Voice in der Shopping City Süd in Vösendorf teil und erreichte den 2. Platz..
2010 nahm sie, immer noch mit ihrem bürgerlichen Namen, an der österreichischen Castingshow Helden von morgen teil und erreichte den 8. Platz.
Seit 2015 arbeitet sie mit ihrem Produzenten Bern Wagner zusammen und veröffentlichte ihren ersten Song 2016 unter ihrem Künstlernamen KTEE. Ihre Songs Rollercoaster und Melody landeten im Semifinale der amerikanischen International Songwriting Competition (ISC). 2018 war Ktee mit ihrem Song So What in der internen Auswahlrunde für den österreichischen Beitrag für den Eurovision Song Contest unter den Top 3 und auch 2023 war sie mit ihrem Song Way for a woman in der engeren Auswahl.
Viele ihrer Songs wurden von Radiosendern in Österreich (unter anderem Hitradio Ö3), Deutschland, England und den USA gespielt.
2021 kam es mit den Künstlerinnen Pænda und Vida Noa zu einer Kollaboration, bei dem der Song Boys 4 Breakfast entstand. Der Song war Teil des Soundtracks des Kinofilms Love Machine 2.
2022 war KTEE der opening Act für den deutschen Sänger Nico Santos in der Freiluftarena in Graz.
2023 gewann sie den Rock the Island Contest und gewann einen Auftritt auf der Hauptbühne beim bekannten Wiener Donauinselfest.
Beim Eurovision Song Contest 2025 war sie Mitglied der österreichischen Jury.

## Diskografie
EPs
- 2023: Live in Vienna

Singles
- 2016: Rock your Life
- 2017: Rollercoaster
- 2018: So What
- 2019: Melody
- 2019: Ritch
- 2019: Louder
- 2020: Your Place
- 2020: Your Place (Acoustic)
- 2020: Louder (Piano Version)
- 2021: Push and Pull
- 2021: Back in Time
- 2021: Buried Alive
- 2021: Boys 4 Breakfast (mit Pænda und Vida Noa)
- 2022: Trust Issues
- 2022: Trust Issues - Unplugged
- 2022: The One
- 2023: Save Your Heart First
- 2024: Way for a Woman
- 2024: Lazy Bitch
- 2024: Way for a Woman (Stripped Version)
- 2025: Blue Sweater
- 2025: Red Flag